# Ана Дуато
Ана Консуело Дуато Бойс (ісп. Ana Duato; (18 червня 1968 , Валенсія ) — іспанська актриса кіно та телебачення.

## Біографія та творчість
Дебютувала в кіно у 1987 році у фільмі режисера Басіліо Мартіна Патіно. Здобула популярність і визнання завдяки роботі на телебаченні, де знялася в багатьох серіалах, що запам'ятовуються. Знялася у близько 30 фільмах та серіалах.
З 1989 року одружена з продюсером Мігелем Анхелем Бернардо. Їхній син — актор Мігель Бернардо. Двоюрідна сестра Начо Дуато, іспанського танцівника та хореографа.
У рамках своєї благодійної діяльності Ана Дуато з грудня 2000 року була одним із послів доброї волі ЮНІСЕФ.
Згадується в Панамських документах. У травні 2016 року проти неї було порушено кримінальну справу за фактом ухилення від сплати податків та відмивання коштів.

## Вибрана фільмографія
Кіно
- Las razones de mis amigos (2000)
- La vuelta de El Coyote (1998)
- El color de las nubes (1997)
- Собака на сіні (1996) — Марсела
- Adosados (1996)
- Amor propio (1994)
- Los amigos del muerto (1993)
- Y creó en el nombre del padre (1993)
- Una estación de paso (1992)
- Cómo levantar 1000 kilos (1991)
- Un negro con un saxo (1989)
- Madrid (1987)

Телебачення
- Brigada central (1989—1990)
- Celia (1993)
- Villarriba y Villabajo (1994—1995)
- Médico de familia (1995—1997)
- Querido maestro (1997—1998)
- Mediterráneo (1999—2000)
- Cuéntame cómo pasó (2001—2016)

## Нагороди
- Премія «Еммі» Міжнародної академії телевізійних мистецтв та наук (International Emmy Awards) (2005).
- Fotogramas de Plata у категорії Найкраща телевізійна актриса (1997, 2002, 2003).
- Премія TP de Oro іспанського телебачення
- Премія «Spanish Actors Union».
- Премія Телевізійної Академії — ATV у категорії Найкраща телевізійна актриса (2007, 2011).
- Премія Premios Zapping (2004, 2005) у категорії Найкраща жіноча роль.
- Премія Ecovidrio 2013 у категорії Актриса року.